# Hans ö

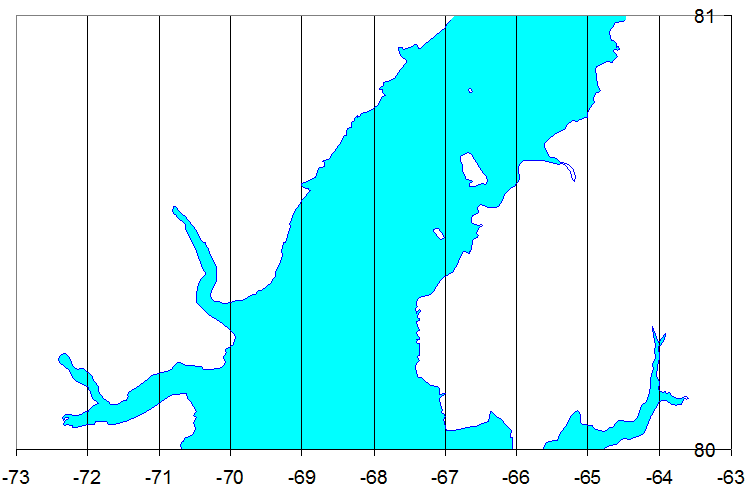
Karta över Nares sund. Hans ö är den nordligaste och minsta av de tre öarna som syns i sundet då man förstorar bilden.

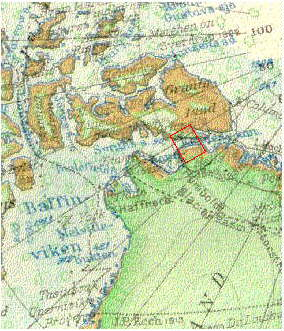
Nordvästra Grönland med Nares sund markerat.

Hans ö (engelska: Hans Island, franska île Hans, på inuktitut och grönländska Tartupaluk, på danska Hans Ø) är en liten cirka 1,5 km lång obebodd ö nordväst om Grönland. Ön är belägen i sundet Kennedykanalen som är en del av det långa Nares sund mellan halvön Washington Land på Grönland och Ellesmereön. En suveränitetsdispyt om ön mellan Danmark (å Grönlands vägnar) och Kanada avslutades i juni 2022.

## Geografi
Ön är en njurformad och steril bergsknalle på 1,3 km². Den är uppkallad efter den grönländske guiden Hans Hendriksen (Suerssaq) under en amerikansk polarexpedition ledd av Charles Francis Hall 1871-1873.
Terrängen på Hans ö är platt. Öns högsta punkt är 128 meter över havet. Den sträcker sig 1,4 kilometer i nord-sydlig riktning, och 1,5 kilometer i öst-västlig riktning.

## Historia
Ön ligger kring gränsen mellan Kanada och Danmark, mitt emellan Ellesmereön och Grönland. 

### Gränstvist
Gränsen kring ön beskrevs inte i 1973 års gränsfördrag mellan länderna och till 2022 pågick en tvist om gränsen. Både Kanada och Danmark ansåg att hela ön tillhörde dem. Som skäl nämndes att öns strategiska betydelse kan väntas öka då sundet oftare kan bli isfritt till följd av den globala uppvärmningen, eller bara principskäl att inte lämna ifrån sig ett område som ansågs tillhöra det egna landet.
Från 2007 ändrade Kanada sin ståndpunkt till att gränsen skulle gå på land tvärs över ön. År 2012 ingicks ett avtal som mer exakt definierar ländernas gräns, dock utan att definiera den i närheten av Hans ö. År 2018 beslutade Danmarks och Kanadas regeringar att bilda en gemensam arbetsgrupp för att komma överens om statusen för Hans ö.
I juni 2022 slöts ett avtal om att dra en landgräns mellan länderna tvärs över ön. Avtalet ratificerades av folketinget den 19 december 2023.

### Landstigningar på ön
- 1984 – Kanadensiska flottan besöker ön och sätter upp en flagga och lämnar en flaska whisky.[6]
- 1984 – Tom Høyem, dansk grönlandsminister åker helikopter till ön, och sätter upp en dansk flagga och lämnar en dansk spritflaska.[6] Detta har av pressen kallats "Whisky war".[6]
- 1988 – Det danska arktiska patrullskeppet HDMS Tulugaq ankommer till ön och placerar en dansk flagga.
- 1995 – Personal från Thule Air Base flyger in och placerar en dansk flagga till på ön.
- 2001 – De kanadensiska geologerna Keith Dewing och Chris Harrison besöker ön med helikopter.
- 2002 – Den danska fregatten KDM Vædderen (F359) patrullerar området mellan Ellesmere Island och Grönland, reser en ny dansk flagga (tidigare flaggor hade förstörts av vädret) (13 augusti).
- 2003 – Den danska flaggan byts igen 1 augusti av besättningen på HDMS Triton.
- 2005, 13 juli – Kanadensiska soldater landar på ön, placerar en traditionell inuitstenmarkering (Inuksuk) med en inskription och reser en kanadensisk flagga.
- 2005, 20 juli – Symboliskt besöker Kanadas försvarsminister Bill Graham ön.
- 2005, 4 augusti – Danmark skickar en inspektionsbåt för att återställa sin flagga, men väljer att inte röra den kanadensiska flaggan.
- 2008 – Danmark och Kanada installerar gemensamt en automatisk väderstation på ön.
- 2010 – En turistgrupp från ett danskt kryssningsfartyg landstiger som första turistgrupp någonsin.[7]